# Parcs éoliens de Fruges
Les parcs éoliens de Fruges sont situés dans les collines de l'Artois, sur le territoire de la Communauté de communes du canton de Fruges et environs, dans le département du Pas-de-Calais, en France.
Grâce à leurs 70 éoliennes Enercon E70, d'une capacité totale de 140 MW, les parcs de Fruges représentent aujourd'hui le plus grand ensemble éolien terrestre de France , et constituent une référence absolue pour l'ensemble de la filière éolienne. 
L'ensemble éolien de Fruges a été développé et construit par la société OSTWIND international.

## Situation
Les éoliennes sont réparties sur 16 parcs et 9 communes: 
- La Chapelle St Anne (4 machines) situé sur la commune de Fruges
- Les Hérons (4 machines) situé sur la commune de Fruges
- Fond Gérome (4 machines) situé sur la commune de Fruges
- Les Trentes (5 machines) situé sur la commune de Fruges
- Les Combles (4 machines) situé sur la commune de Fruges
- Fond des Saules(5 machines) situé sur la commune de Coupelle-Vieille
- Mont Félix (5 machines) situé sur la commune de Coupelle-Vieille
- Le Bois Sapin (5 machines) situé sur la commune de Verchin
- Mont d'Hézecques (4 machines) situé sur la commune d'Hézecques
- Le Chemin Vert (5 machines) situé sur la commune d'Hézecques
- Sole de Bellevue (5 machines) situé sur la commune de Rimboval
- Le Marquay (4 machines) situé sur la commune de Radinghem
- Les Sohettes (5 machines) situé sur la commune de Créquy
- Le Florembeau (5 machines) situé sur la commune de Créquy
- Fond d'Être (4 machines) situé sur la commune de Verchin
- Fond du Moulin (2 machines) situé sur la commune d'Ambricourt

## Historique
2001 : Lancement du projet par la communauté de communes du Canton de Fruges et environs  

2006 : Début des travaux

2007 à 2009 : Mise en service des machines

16 et 17 février 2008 : Inauguration

## Production
La production est estimée à 350 GWh par an.

## Caractéristiques techniques
Les machines choisies pour réaliser ces parcs sont des Enercon E70. 57 de ces éoliennes font 84 mètres de hauteur, les 13 autres font 63 mètres. Elles disposent d'une puissance nominale de 2MW chacune.